# Corumbá-Stausee
Der Corumbá-Stausee (port.: Lago de Corumbá, Represa Corumbá I) liegt im Süden des brasilianischen Bundesstaates Goiás.
Seine 90 m hohe Staumauer befindet sich ca. 30 km südlich von Caldas Novas am Unterlauf des Rio Corumbá, kurz bevor dieser in den Itumbiara-Stausee mündet. Das nördliche Seeende ist ca. 6 km vom Stadtzentrum von Caldas Nova entfernt. Der See bildet die Grenze zwischen den Gemeinden Caldas Novas im Westen sowie Ipameri und Corumbaíba im Osten.
Das Wasserkraftwerk verfügt über drei vertikale Francis-Turbinen mit einer Gesamtleistung von 375 MW nominal.